# Ochiai Michihisa
Ochiai Michihisa (落合道久?) fue un samurái japonés del período Sengoku de la historia de Japón que peleó para el clan Takeda, específicamente bajo las órdenes de Takeda Katsuyori durante la Batalla de Nagashino.
Michihisa quedó tan impresionado de la valentía de Torii Suneemon, quien se escabulló entre las líneas del clan Takeda que tenían asediado el Castillo Nagashino, arriesgando su vida para pedir refuerzos a Tokugawa Ieyasu y aunque finalmente logró su objetivo, fue capturado durante el camino de regreso y crucificado por las fuerzas del clan Takeda, que a partir de ese momento Michihisa utilizó una bandera con la imagen de Suneemon crucificado en su honor .